# Лежање на каучу (књига)
Лежање на каучу (енгл. Lying on the Couch) је роман америчког егзистенцијалног психијатара, почасног професора психијатрије на Универзитету Станфорд, и књижевника Ирвина Давида Јалома (енгл. Irvin David Yalom) (1931). објављена 1996. године. Прво издање на српском језику објавиле су издавачке куће "Нова књига плус" из Београда и "Нова књига" из Подгорице 2015. године у преводу Маје Костаниновић.

## О аутору
Ирвин Д. Јалом је рођен 1931. у Вашингтону у породици руских емиграната. Аутор је неколико бестселера, као и стручних књига из области психотерапије. Данас је професор на универзитету и живи у Сан Франциску . Активан је психотерапеут у Сан Франциску и Пало Алту. Највећи допринос дао је предајући о групној психотерапији као и развијајући модел егзистенцијалне терапије.

## О делу
Књига Лежање на каучу је прича која доноси истраживање односа које три терапеута Сејмор, Маршал и Ернест Леш остварују са својим пацијентима.
Сејмор је психотерапет старе школе, Маршал пати од опсесивно-компулсивног понашања, Ернест Леш је вођен жељом да помогне и верује у психоанализу. Сејмор ће прећи сексуалну дистанцу са једном својом пацијенткињом, Маршала брине новац када је у питању однос са пацијентима, а Ернест Леш је измислио радикалан приступ терапији који се односи на искрен и отворен однос са пацијентом.
Књига може да понуди и увид на оно о чему терапеути можда заиста размишљају током сеанси.
Даје слику читаоцима у оно што се заиста одвија у глави психијатра док ради са неким.